# 본드반사도
본드반사도(bond albedo)는 들어온 빛의 총량 중에 산란되어 나간 빛의 총량의 비로 정의된다.
반사율이 높은 토성의 위성 엔셀라두스의 경우 본드 반사율는 0.99이며, 기하학적 반사율은 1.4이다.

## 같이 보기
- 반사율